# Боґушкув
Боґушкув (пол. Boguszków) — село в Польщі, у гміні Маґнушев Козеницького повіту Мазовецького воєводства.
Населення — 99 осіб (2011).
У 1975—1998 роках село належало до Радомського воєводства.

## Демографія
Демографічна структура станом на 31 березня 2011 року:
|          | Загалом | Допрацездатний вік | Працездатний вік | Постпрацездатний вік |
| -------- | ------- | ------------------ | ---------------- | -------------------- |
| Чоловіки | 51      | 13                 | 32               | 6                    |
| Жінки    | 48      | 8                  | 27               | 13                   |
| Разом    | 99      | 21                 | 59               | 19                   |